# Drassodella tenebrosa
Drassodella tenebrosa är en spindelart som beskrevs av Lawrence 1938. Drassodella tenebrosa ingår i släktet Drassodella och familjen Gallieniellidae. Inga underarter finns listade i Catalogue of Life.